# Język masiwang
Język masiwang, także bonfia – język austronezyjski używany w prowincji Moluki w Indonezji. Według danych z 1989 roku posługuje się nim 1000 osób.
Jego użytkownicy zamieszkują obszar nadbrzeżny w pobliżu zatoki Waru w północno-wschodniej części wyspy Seram (kecamatan Bula). Masiwang to nazwa rzeki, a określenie „bonfia” pochodzi od nazwy jednej z wsi. Sama nazwa „bonfia” ma znaczyć tyle, co „dobra góra”; ich własna tradycja głosi, że przybyli z terenów górskich.
W użyciu są także języki malajski amboński i geser-gorom. Odnotowano wręcz, że masiwang jest wypierany przez geser-gorom. Część osób deklaruje dwujęzyczność.
Pewne wczesne dane nt. tego języka zebrał C.J.F. Le Cocq d’Armandville (1901, 1982).